# シュレースヴィヒ公国

シュレースヴィヒ公国
Hertugdømmet Slesvig (デンマーク語)
Herzogtum Schleswig (ドイツ語)

シュレースヴィヒ公国の地図（1848年）

シュレースヴィヒ公国（デンマーク語: Hertugdømmet Slesvig, ドイツ語: Herzogtum Schleswig）は、11世紀から19世紀後半までユトランド半島南部に存在した、デンマーク王冠に属する公国である。
現在はドイツとデンマークの国境によって分断されており、北部はデンマーク領の南デンマーク地域の一部（旧スナユラン県）に、南部はドイツのシュレースヴィヒ＝ホルシュタイン州の一部になっている。公国は北海とバルト海の間の物資輸送経路として重要性を有していた。

## 歴史

### 前史

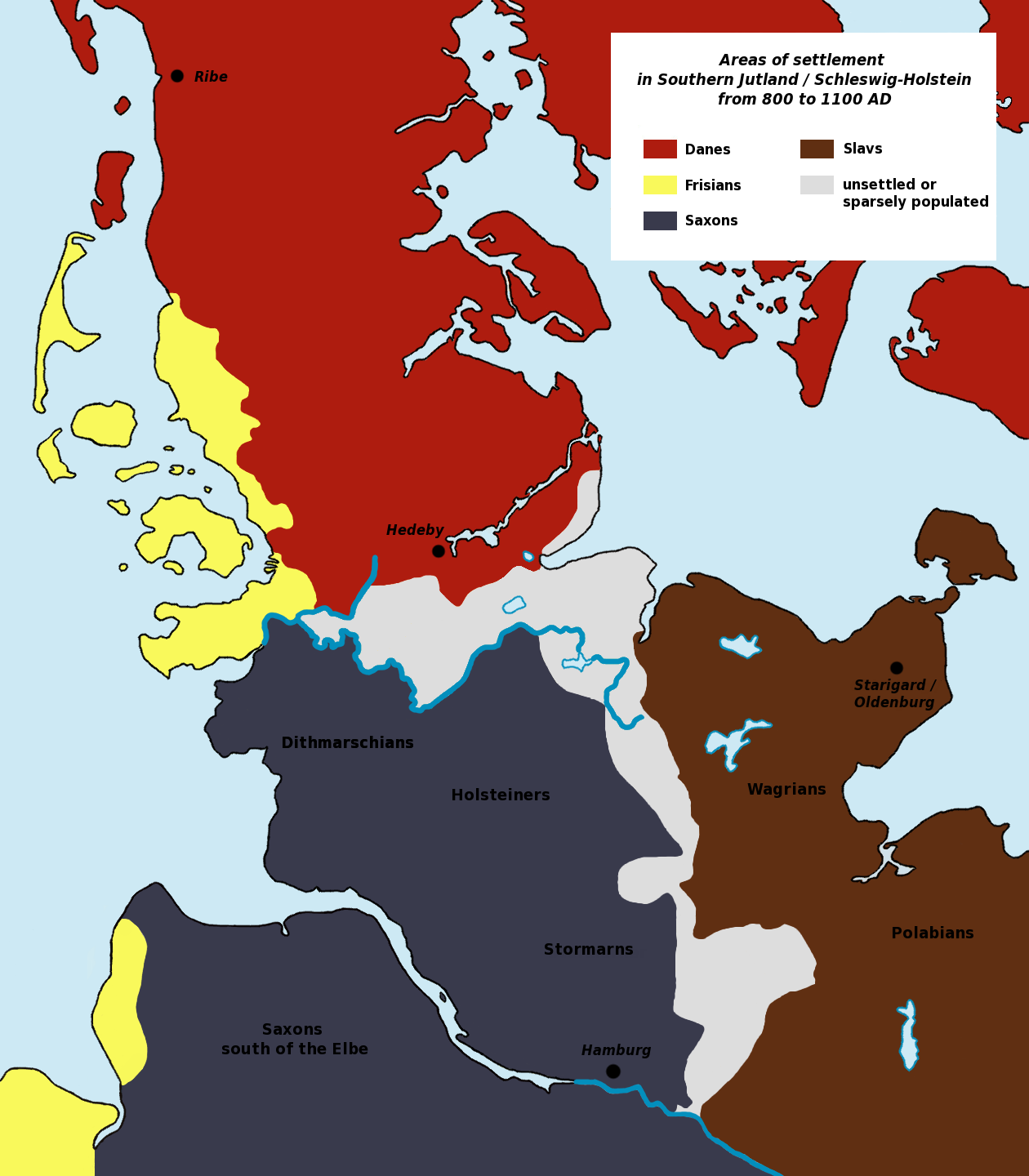
シュレースヴィヒ・ホルシュタイン地方の古代の民族分布。赤がデーン人、青がサクソン人、黄がフリース人（フリジア人）。茶はスラブ人、灰は無住か人口希薄な地域

古代ローマの史料は、ジュート人の原住地がアイダー川の北側に、アングル人の原住地がその南側にあったと記している。やがてかれらはサクソン人と隣り合うことになる。
中世初期のシュレースヴィヒ地方には、シュライ湾北側のシュヴァンゼン半島にデーン人、 西海岸の現国境線のやや南から北フリジア諸島にかけて北フリジア人（北フリジア語の話者たち）が暮らしており、ずっと南にサクソン人（低地ドイツ人）が暮らしていた。14世紀、シュレースヴィヒ地方の住民たちはドイツ語を話すようになったが、一方で民族の境界は1800年頃まで大きく変わりはしなかった（ただし、14世紀以来都市においてはドイツ人が増加していった）。
ヴァイキング時代の初期、シュライ湾の奥（現在のシュレースヴィヒ市近郊）にあったヘーゼビュー（Hedeby）はスカンディナヴィア最大の交易拠点であり、また半島中央部を仕切るダーネヴィアケ防塁の所在地でもあった。この防塁は段階的に建設されたが、737年頃に大規模な増築がなされたことは、デンマークに統一的な国家が出現したことを示していると考えられている。8世紀から10世紀にかけて（この時期はヴァイキングの最盛期だった）、小規模な族長国家がデンマークによって統合されていく中で、シュレースヴィヒ地方もデンマークの歴史的地域 (Lands of Denmark) の一部を構成するようになった。
デンマーク領の南の境界はアイダー川あるいはダーネヴィアケとみなされたが、この地域はまたさまざまな紛争を引き起こした。811年、デンマークのヘミングとフランク王国のカール大帝の間に条約 (Treaty of Heiligen) が結ばれ、アイダー川が境界であると確認された。しかしその後も紛争はしばしば続き、10世紀のあいだ東フランク王国（のちに神聖ローマ帝国）とデンマークは境界領域をめぐって何度か戦争を繰り返した。934年に東フランク王（ドイツ王）ハインリヒ1世はダーネヴィアケでデンマーク軍に勝利してヘーゼビューを占領した。974年、デンマーク王ハーラル1世は神聖ローマ皇帝オットー2世と戦ったが、オットーがダーネヴィアケで巻き返しに成功している。983年にデンマーク王スヴェン1世はドイツが築いた砦を破壊した。
1027年、皇帝コンラート2世とデンマークのクヌーズ大王はアイダー川に両国の国境を設定した。

### 公国の成立
デンマーク王国（エストリズセン朝）のクヌーズ4世の弟、オーラフ1世は、南ユトランド（シュレースヴィヒ）の伯爵（jarl af Sønderjylland）になった。オーラフ1世は兄の戦死を受けてデンマーク王（在位: 1086年 – 1095年）に即位した。オーラフ1世の弟であるニルス王（在位: 1104年 – 1134年）は1115年、甥（エーリク1世の子）のクヌーズ・レーヴァートを南ユトランドの伯爵に叙した。しかし「伯爵」の称号が使われた期間は短く、クヌーズはまもなく公爵を名乗るようになった。その後、クヌーズの子ヴァルデマー1世がデンマーク王位（在位: 1157年 - 1182年）に就いた。
1230年代、シュレースヴィヒ公国（南ユトランド）はヴァルデマー2世王（ヴァルデマー1世の子）の次男であるアーベルに、分領（アパナージュ）として与えられた。このアーベルはまもなく王位を兄から奪い取り、公国を息子に残した。1252年にアーベルが戦死した後、デンマーク王位はアーベルの弟の系統に移ったため、アーベルの子孫はデンマークの王位を窺い、デンマーク王とシュレースヴィヒ公は続く世紀のあいだ紛争状態にあった。
アーベルの妃はホルシュタイン伯の娘マティルデ（メヒティルト）であった。アーベルの系統は15世紀にかけて、シュレースヴィヒの南隣にあるドイツ人のホルシュタイン伯領（のちのホルシュタイン公国）と封土や婚姻によって結びつくようになった。ホルシュタインは神聖ローマ皇帝の封土であり、一方でシュレースヴィヒはデンマーク王の封土だった。この二国の異なる主従関係は、19世紀になって民族ロマン主義や国民国家の理念が人々の共感を得るようになると、ドイツとデンマークがこの地域をめぐって争うことになる主な原因となった。
シュレースヴィヒ公爵位は、14世紀にホルシュタイン＝レンズブルク伯であったシャウエンブルク家に移り、1460年にはオルデンブルク家（オレンボー家）のクリスチャン1世（デンマーク王・ノルウェー王・スウェーデン王）の手に渡った。以後シュレースヴィヒ公爵位は、カルマル同盟によりデンマークとノルウェーの王（1523年にスウェーデンは離脱）を受け継ぐこととなったオルデンブルク家が有したが、デンマークは選挙王制の形式をとっていたため、世襲王制をとるノルウェー王としてシュレースヴィヒ公国を相続した。王が主君と封臣の二重の称号を持つことは奇妙なことであったが、王と王子が共同領主であったことからこの状態は生き残った。1544年、クリスチャン3世は、シュレースヴィヒとホルシュタインの両公国をオルデンブルク家とその分家であるゴットルプ家の共同統治とした（1580年までは、別の分家であるハダスレウ家も共同統治に当たっていたが断絶した）。以後、両家によるシュレースヴィヒ公国の共同統治は、1713年（ないし1720年）まで続いた。
宗教改革にともない、ラテン語で行われていた教会の礼拝のための言語は、「方言」すなわち住民の話す言語に置き換えられた。シュレースヴィヒの教区は分割され、ハダスレウに自治教区（大執事の管区）が設立された。西海岸にあったリーベ教区は、現代の国境線の北5kmにあった。シュレースヴィヒ教区では教会の礼拝と教育にドイツ語が用いられ、リーベ教区ではデンマーク語が用いられた。公国を分割する文化の境界線が引かれたわけであるが、これは現代の国境と近いところを走っている。
17世紀、デンマークとスウェーデンの間で展開された一連の戦争（デンマークが敗北した）は、この地域に経済的な荒廃をもたらした。しかし、貴族たちは新たな農業システムの導入によって復興にあたった。1600年から1800年にかけて、東部ドイツにおけるライ麦生産地帯と同様に、荘園経営が大きく成長した。荘園は封建小作農民が仕事を担う大規模所有であり、かれらは高品質の乳製品の生産に特化した。封建領主制は技術の近代化と結びつき、労役と賃労働の差異もあいまいであった。封建制度は1765年に王領で廃止されたのを皮切りとして貴族の荘園もこれに続き、18世紀後半には次第に廃止された。1805年にすべての農奴制は廃止され、土地制度改革によってかつての農民が自分の農場を所有するようになった。

### シュレースヴィヒ＝ホルシュタイン問題

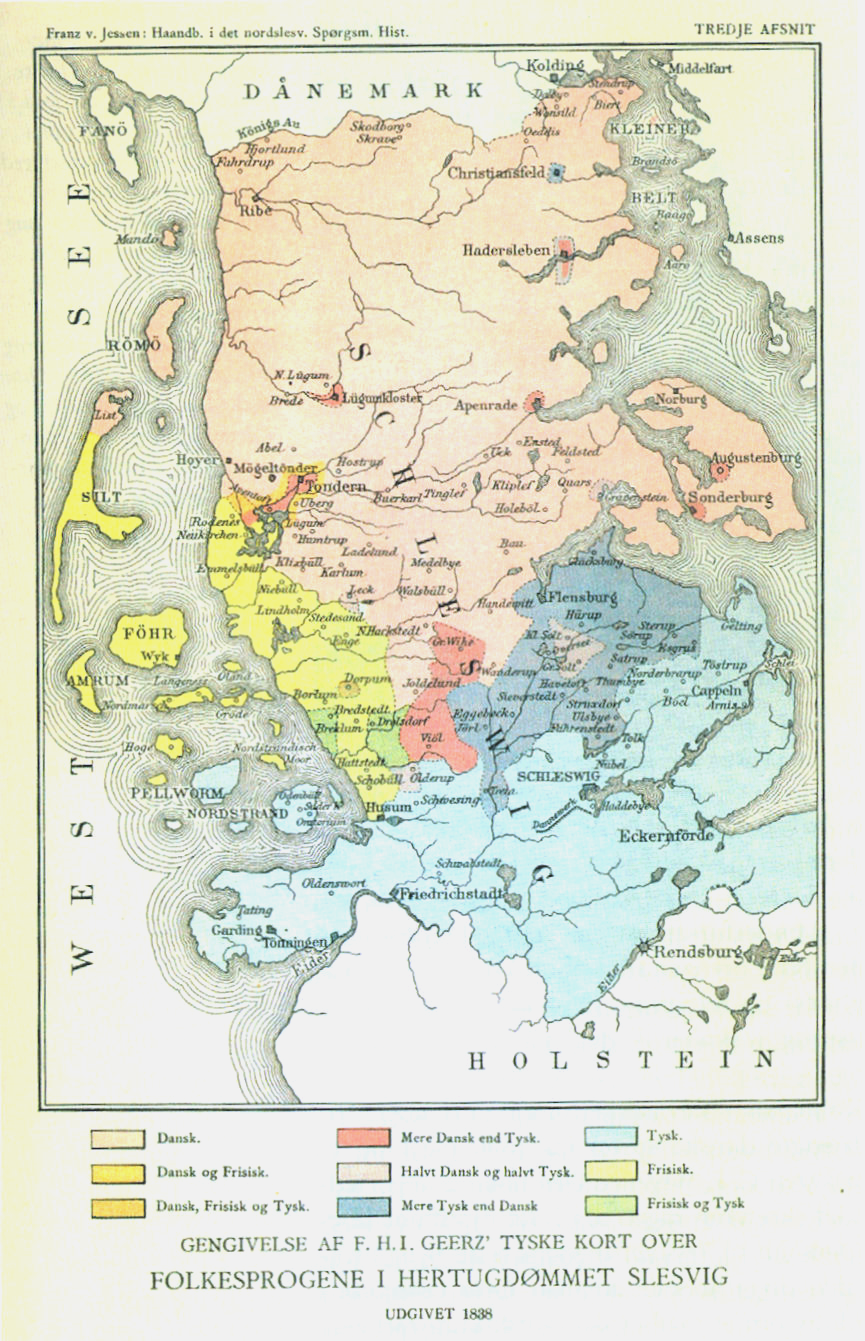
19世紀の南シュレースヴィヒにおける言語分布。赤系がデンマーク語、青系がドイツ語、黄色系が北フリジア語の分布。中央部の色が重なった地域では言語が混在している。

1800年頃から1840年にかけて、シュレースヴィヒとフレンスブルクの間に位置するアンゲルン半島のデンマーク語話者は、低地ドイツ語話者に置き換わっていった。同じ時期、北フリジア語話者の多くも、低地ドイツ語を主に話すようになった。言語状況のこの変化は、ドイツ語話者とデンマーク語話者を分かつ事実上の境界線を、トゥナーの北、フレンスブルクの南に新たに引くこととなった。

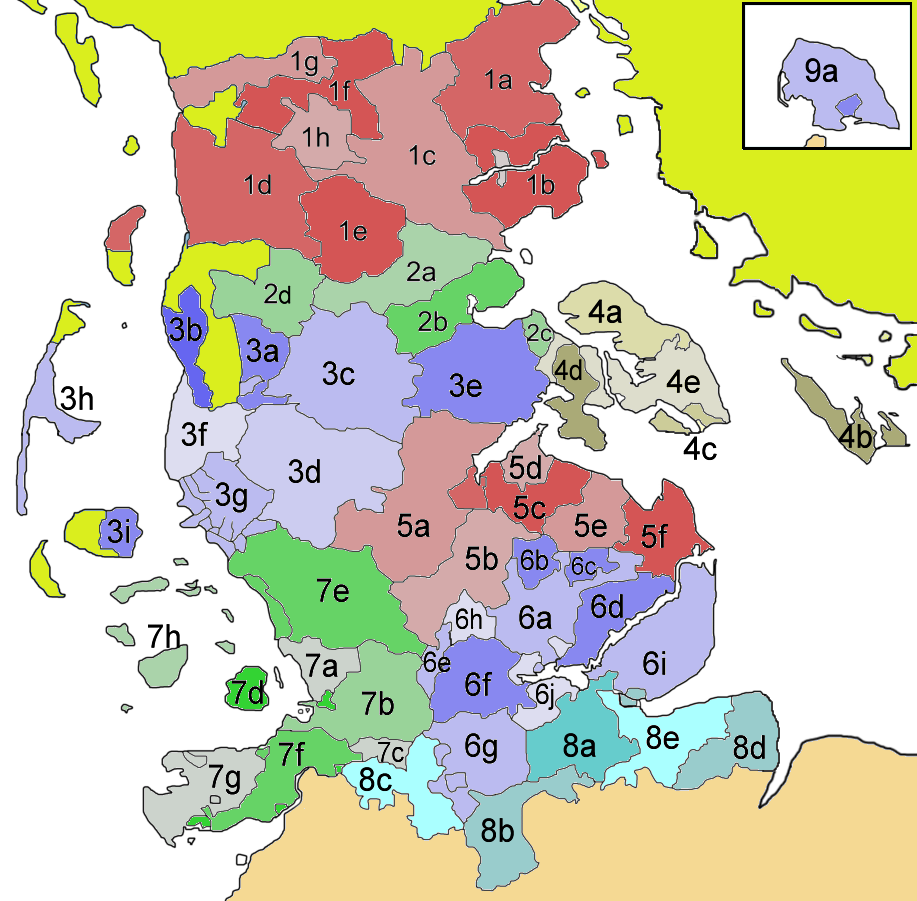
1864年以前のシュレースヴィヒの行政区画

1830年頃より、多くの人々がドイツとデンマークのいずれかか一方のナショナリティにアイデンティティを持つようになり、政治的な動員も図られるようになった。デンマークでは国民自由党がシュレースヴィヒ問題をアジテーションに利用し、「アイダーまでのデンマーク」をスローガンとして、公国がデンマーク王国に含まれるべきことを主張した。このようなかたちで、ドイツとデンマークがシュレースヴィヒとホルシュタインをめぐって争うようになり、シュレースヴィヒ＝ホルシュタイン問題が浮上した。デンマークで国民自由党が権力の座に着き、シュレースヴィヒ公国をデンマーク王国領に併合しようとすると、1848年にシュレースヴィヒとホルシュタインとの連合関係の維持を望む民族ドイツ人たちの反乱を招くことになった。この反乱はさらに第一次シュレースヴィヒ＝ホルシュタイン戦争を引き起こした。デンマークは侵入してきたプロイセン軍に勝利し、1852年のロンドン議定書でシュレースヴィヒおよびホルシュタインの保持に成功した。
1863年、デンマークはシュレースヴィヒと共通の新憲法（11月憲法）を作ることによって再びシュレースヴィヒを併合しようとした。しかし、プロイセンとオーストリアが率いるドイツ連邦は、第二次シュレースヴィヒ＝ホルシュタイン戦争によってデンマークに勝利した。1865年8月14日のバート・ガスタイン協定により、プロイセンがシュレースヴィヒの、オーストリアがホルシュタインの行政権をそれぞれ獲得した。しかし、プロイセンとオーストリアの覇権争いは1866年の普墺戦争を引き起こした。勝利したプロイセンは、プラハ条約によりシュレースヴィヒとホルシュタインを併合して、シュレースヴィヒ＝ホルシュタイン州を設置した。北シュレースヴィヒについて、住民投票の結果によってデンマークに割譲する条項も設けられたが、住民投票の実施は保留とされ、1878年にオーストリアはこの条項を破棄した。1907年にデンマークとドイツが結んだ条約により、「オーストリアとプロイセンの間の協定によって、デンマークとプロイセンの国境が最終的に決定された」ことが確認された。

### 後史

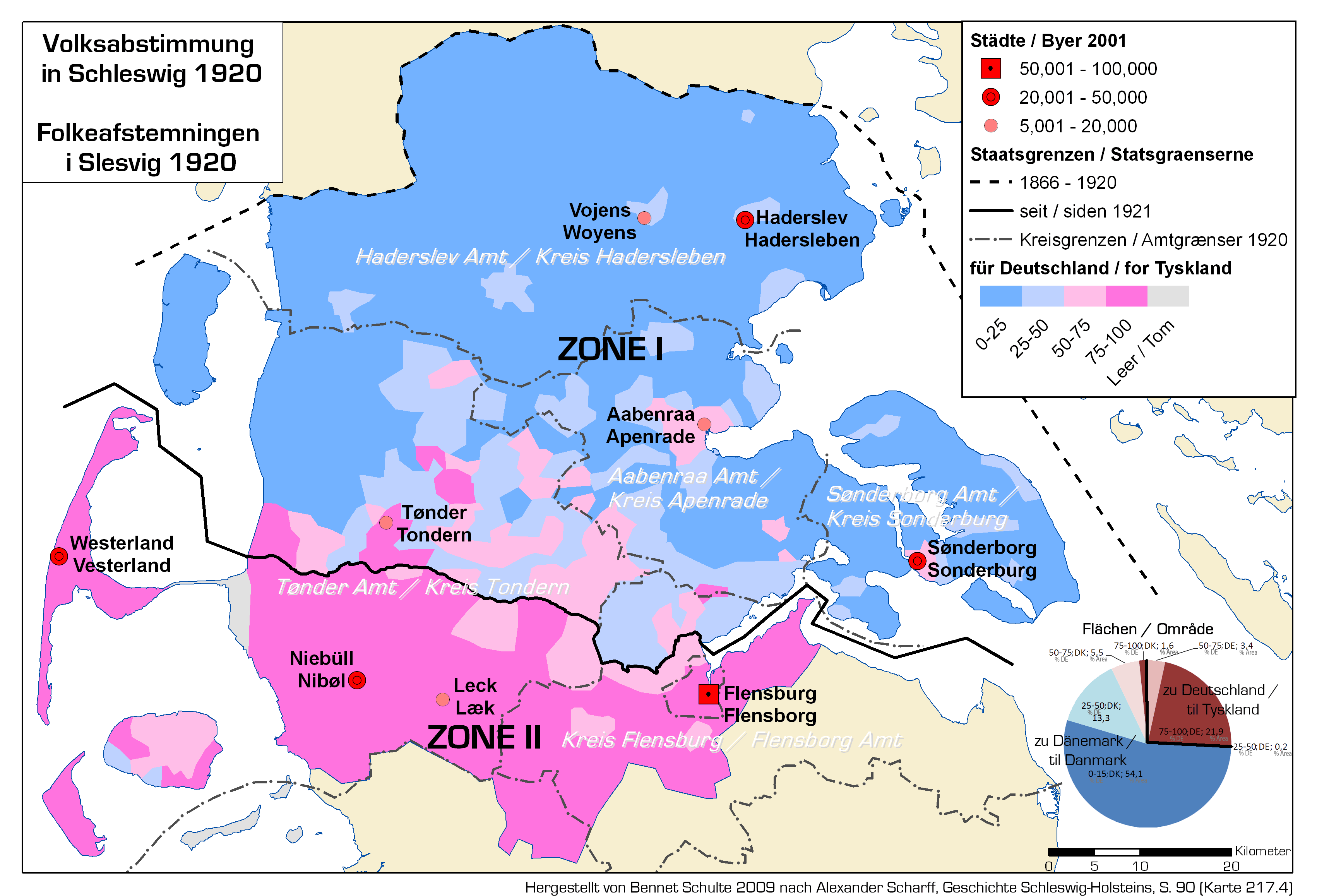
1920年の住民投票

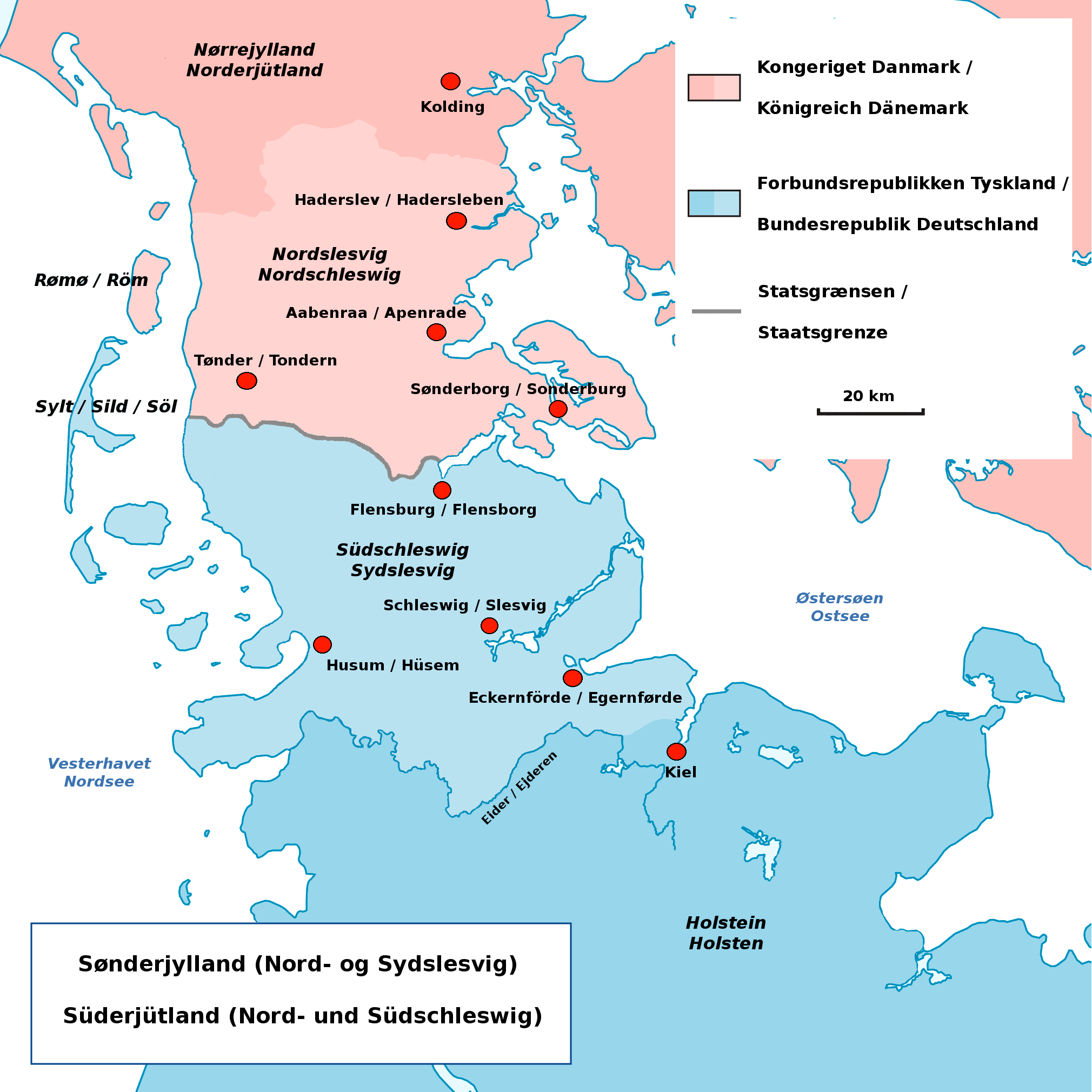
シュレースヴィヒ／南ユトランド（淡色部分）の分割

第一次世界大戦でドイツ帝国が崩壊すると、ヴェルサイユ条約によって、この地域の帰属を決定するための住民投票を実施することが取り決められた。1920年、北部・中部・南部に区分けされたこの地域のうち、北部シュレースヴィヒは住民投票の結果デンマークに加わることになった。中部シュレースヴィヒは投票者中80%の多数でドイツ残留を決めた。南部シュレースヴィヒでは結果が自明であるとして住民投票が実施されなかった。「南シュレースヴィヒ」という名称は現在、（住民投票時の南部・中部シュレースヴィヒをあわせた）ドイツ側のシュレースヴィヒ全域を指して使用される。この決定は、新たな境界の両側にそれぞれマイノリティを残した。
第二次世界大戦後、南シュレースヴィヒの「ドイツ人」の中からは、国籍を変更して自らは「デンマーク人」であると宣言する人々が少なからず現れた。この動きには多くの要因が挙げられるが、最も重要なのはドイツの敗北にともなって生じた東部ドイツからの大量の「ドイツ人」難民の流入であった。彼らは文化も外見も地元の「ドイツ人」（19世紀にドイツ国籍を選択したデンマーク系家族の末裔）とは異なっていたのである。この国籍変更により、一時的にデンマーク人がマジョリティとなった。南シュレースヴィヒのデンマーク人や、首相クヌード・クリステンセンを含むデンマークの政治家からは、改めて住民投票を行うべきであるという要求もなされた。しかし、デンマーク議会の大勢は、彼ら「新デンマーク人」の国籍変更が心からのものではないことを危惧し、南シュレースヴィヒでの住民投票への助力を拒否した。これにより、デンマーク人の人口は再び収縮し始めた。とはいえ、1950年代初頭の時点で人口は戦前よりも4倍高い水準で安定していた。
1955年のコペンハーゲン＝ボン宣言で、西ドイツとデンマークは互いの領域のマイノリティの尊重に合意した。今日、旧シュレースヴィヒ公国の領域は二つの領域国家に分断されているものの、デンマークもドイツも欧州連合に参加し、シェンゲン協定を批准しているため、国境で入国の手続きは行われない。国境をまたいで、欧州連合の広域地域（ユーロリージョン）「南ユトランド＝シュレースヴィヒ」が編成されている。